# Jean Studer (Leichtathlet)
Jean Studer (Jean-Ernst Studer; * 12. September 1914 in Biel/Bienne; † 23. Februar 2009 ebd.) war ein Schweizer Weitspringer und Sprinter.
Im Weitsprung wurde er bei den Leichtathletik-Europameisterschaften in Turin Siebter und schied bei den Olympischen Spielen 1936 in Berlin in der Qualifikation aus.
Bei den EM 1938 in Paris wurde er im Weitsprung erneut Siebter und wurde im Final der 4-mal-100-Meter-Staffel mit der Schweizer Mannschaft disqualifiziert.
Bei den EM 1946 und den Olympischen Spielen 1948 in London kam er im Weitsprung nicht über die erste Runde hinaus.

## Persönliche Bestleistungen
- 100 m: 10,5 s, 23. Juli 1939, Zürich
- Weitsprung: 7,48 m, 30. Juni 1935, Biel/Bienne